# Handarpe (Westerkappeln)
Handarpe ist eine Bauerschaft mit den Siedlungen Hollenbergs Hügel und Ortfeld im Gemeindegebiet von Westerkappeln im westfälischen Tecklenburger Land.

## Lage
Die Bauerschaft Handarpe ist, zusammen mit den Bauerschaften Seeste, Osterbeck, Westerbeck, Metten, Düte, Sennlich, Hambüren und Lada, Teil der Gemeinde Westerkappeln. Gelegen im östlichen Tecklenburger Land (Kreis Steinfurt), ist Handarpe über die ehemaligen Bundesstraße 65 insgesamt 20 km vom niedersächsischen Osnabrück entfernt. Handarpe liegt 5,4 km westlich und 1,9 km südlich vom Ortskern von Westerkappeln entfernt, was einen Gesamtentfernung von 5,75 km bedeutet, und grenzt an die Bauerschaften Metten, Düte, Sennlich und Hambüren. Den Kern von Handarpe stellen die Siedlungen Hollenbergs Hügel und Ortfeld dar.

### Siedlung Hollenbergs Hügel
Erbaut wurde die Siedlung durch die Kreisbaugenossenschaft des Kreises Tecklenburg in Hanglage. In der Nachkriegszeit fehlten im gesamten Kreis Tecklenburg dringend benötigter Wohnraum für über 10000 Vertriebene. So entstanden vornehmlich Wohnungen für Bergmänner und ihre Familien. Hierzu zählte die ab 1954 erbaute Siedlung Hollenbergs Hügel. Im Juni 1959 wurde an der Siedlung die katholische St. Barbara-Kirche geweiht, die im Jahr 2012 der Erweiterung des Kindergartens wich.

### Siedlung Ortfeld
Bereits 1964 fand die Grundsteinlegung zum Bau der Handarper Kirche statt. Die Kirche lag unterhalb der Siedlung Hollenbergs Hügel direkt an der ehemaligen Bundesstraße 65. An der Kirche entstanden ab den 1970er Jahren erste Häuser in der neuen Siedlung Ortfeld. Größere Bauaktivitäten setzten mit der Ausweisung neuer Bebauungsflächen in den frühen 1990er Jahren ein.

## Evangelische Kirche

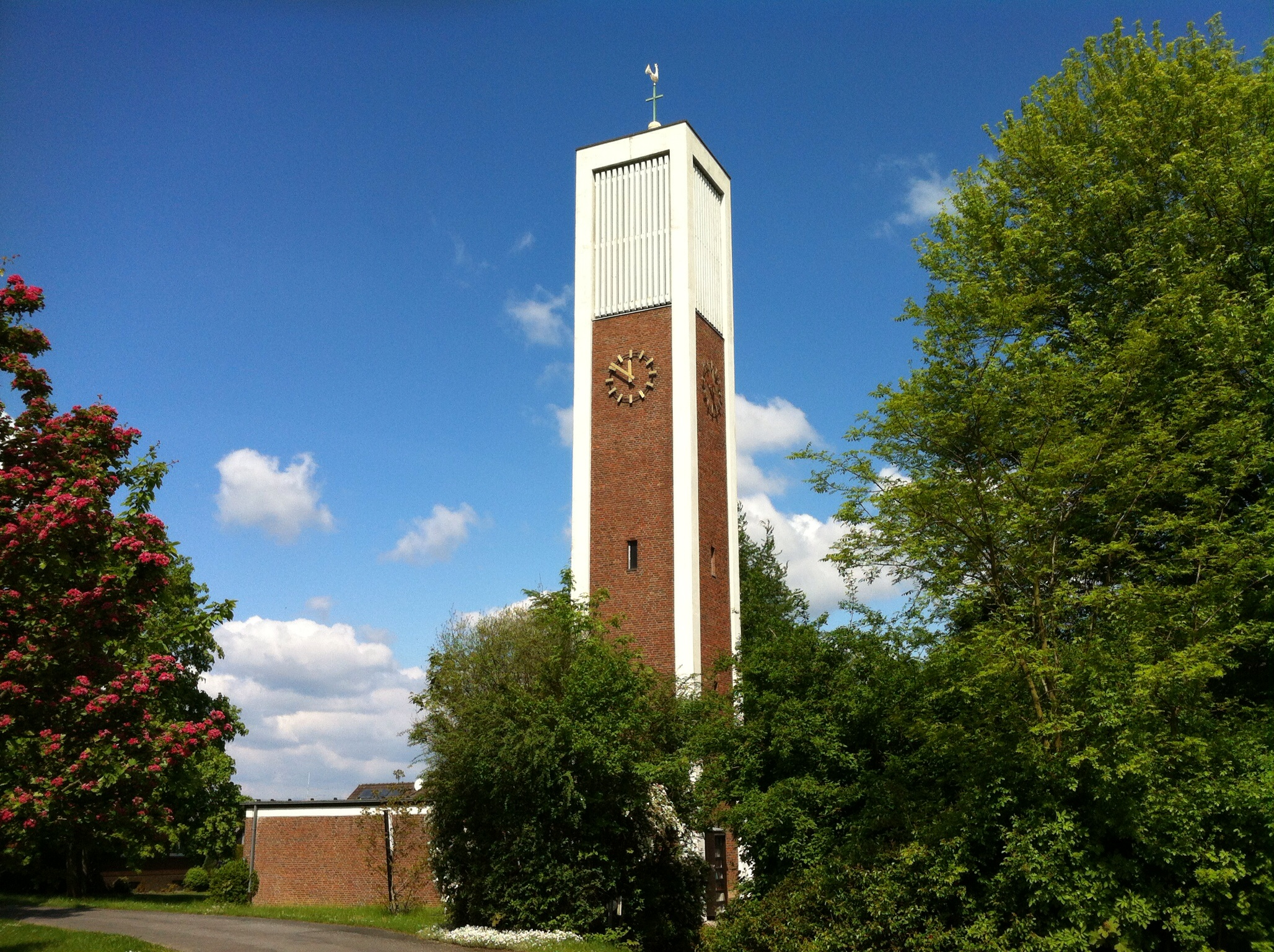
Evangelische Kirche Handarpe in der Siedlung Ortfeld

Zentrum von Handarpe bildet die evangelische Kirche, die inmitten der Siedlung Ortfeld steht. 1912 gab es erste Gespräche über eine Kirche im Süden von Westerkappeln. Nach den beiden Weltkriegen wurden die Gespräche 1961 wieder aufgenommen. Da man sich nicht auf einen Standort einigen konnte, wurde sowohl in Hambüren, als auch in Handarpe eine Kirche gebaut, die hauptsächlich über Spenden der Bürger finanziert wurden. Am 28. November 1965 wurde die Kirche in Dienst genommen und wird seit 2007 durch den örtlichen Förderverein erhalten, nachdem es Gespräche über einen Abriss der Kirche gegeben hatte.

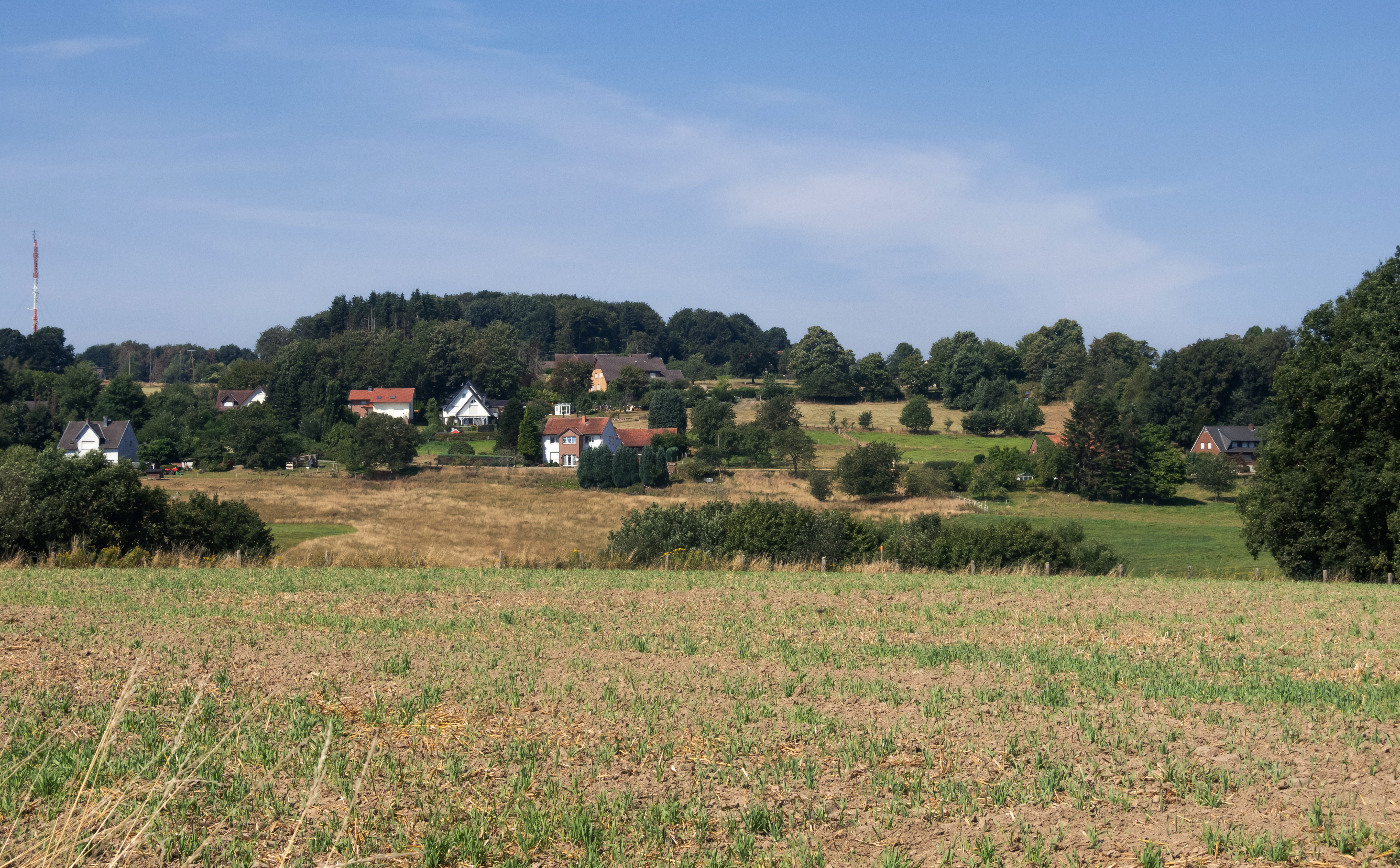
Panorama von der Ibbenbürener Straße

2020 entschied man sich die Kirche abzureißen. Am 13. September 2021 fiel der erste Stein. Da man den Kirchturm nicht mit Baggern abreißen konnte, wurde er am 15. Oktober 2021 um 15:30 Uhr gesprengt.

## Freizeit und Schulen
In Handarpe gibt es eine Grundschule, in der ca. 115 Schüler aus Handarpe und den umliegenden Bauerschaften unterrichtet werden. In der Sporthalle der Grundschule ist der Sportverein SC VelpeSüd 1952 e.V. beheimatet, der unter anderem eine Fußball- und eine Tischtennisabteilung hat.